# Robert Kinsey
Robert G. Kinsey (Saint Louis, 9 maggio 1897 – 1964) è stato un tennista statunitense.
Nel 1924 ha vinto il doppio degli US Open in coppia con il fratello Howard, sconfiggendo in finale il team australiano composto da Gerald Patterson e Pat O'Hara in quattro set.